# UEFA Europa League gruppespil 2010-11
|  | Denne artikel eller sektion om sport er forældet eller ikke opdateret. Se artiklens diskussionsside eller historik. |

UEFA Europa League 2010-11 gruppespil er gruppespillet i 2010-11-udgaven af UEFA Europa League

## Seedning
| Pot 1             | Pot 1   |
| Team              | Coeff.  |
| ----------------- | ------- |
| Atlético MadridFM | 63.951  |
| Liverpool         | 115.371 |
| Sevilla           | 108.951 |
| Porto             | 76.659  |
| Villarreal        | 70.951  |
| CSKA Moskva       | 66.758  |
| PSV               | 66.309  |
| Zenit             | 61.258  |
| Juventus          | 59.867  |
| Sporting          | 57.659  |
| Stuttgart         | 52.841  |
| AZ                | 48.309  |

| Pot 2               | Pot 2  |
| Team                | Coeff. |
| ------------------- | ------ |
| FC Steaua Bucureşti | 47.898 |
| Lille               | 46.748 |
| Dynamo Kyiv         | 42.910 |
| Anderlecht          | 42.580 |
| Leverkusen          | 40.841 |
| Paris SG            | 39.748 |
| Club Brügge         | 36.580 |
| Palermo             | 35.867 |
| Getafe              | 33.951 |
| Beşiktaş            | 33.890 |
| Manchester City     | 33.371 |
| Sampdoria           | 30.867 |

| Pot 3       | Pot 3  |
| Team        | Coeff. |
| ----------- | ------ |
| Sparta Prag | 27.395 |
| AEK         | 25.979 |
| Kharkiv     | 25.410 |
| Levski      | 25.400 |
| Rosenborg   | 23.980 |
| Salzburg    | 19.915 |
| CSKA Sofia  | 15.400 |
| OB          | 14.970 |
| Napoli      | 14.867 |
| Dortmund    | 14.841 |
| Dinamo      | 14.466 |
| BATE        | 13.308 |

| Pot 4             | Pot 4  |
| Team              | Coeff. |
| ----------------- | ------ |
| Aris              | 12.979 |
| Rapid Wien        | 11.915 |
| PAOK              | 11.479 |
| Lech              | 11.008 |
| Karparty Lviv     | 7.910  |
| Young Boys        | 7.675  |
| FC Utrecht        | 7.309  |
| KAA Gent          | 6.580  |
| FC Lausanne-Sport | 5.675  |
| FC Sheriff        | 5.458  |
| Debreceni         | 5.350  |
| Hajduk Split      | 3.466  |

FM Forsvarende mester 
- Grupperne blev udtrukket d. 27. august 2010 og blev udtrukket af den tidligere Internazionale-anfører Giuseppe Bergomi og tidligere Liverpool-spiller Ronnie Whelan for de to første seedningslag. For tredje og fjerde seedningslag var det Uruguays Diego Forlan, der scorede i Europa League 2010-finalen. Han trak holdene sammen med Ronnie Whelan.

## Grupperne

### Gruppe A
| Plac. | Hold     | K | V | U | T | Mål | Mål | Mål | Point |
| ----- | -------- | - | - | - | - | --- | --- | --- | ----- |
| 1.    | Man City | 1 | 1 | 0 | 0 | 2   | -   | 0   | 3     |
| 2.    | Juventus | 1 | 0 | 1 | 0 | 3   | -   | 3   | 1     |
| 3.    | Lech     | 1 | 0 | 1 | 0 | 3   | -   | 3   | 1     |
| 4.    | Salzburg | 1 | 0 | 0 | 1 | 0   | -   | 2   | 0     |

| 16. september 2010 19.00 |

| Red Bull Salzburg | 0 – 2  | Manchester City     |
| ----------------- | ------ | ------------------- |
|                   | Report | Silva 8' · Jô 63' · |

| Red Bull Arena, Wals-Siezenheim Tilskuere: 25.100 Dommer: Georgios Daloukas (Grækenland) |

| 16. september 2010 19.00 |

| Juventus                          | 3 – 3  | Lech                           |
| --------------------------------- | ------ | ------------------------------ |
| Chiellini 45' 50' · Del Piero 68' | Report | Rudnevs 14' (str.) 30' 90+2' · |

| Stadio Olimpico di Torino, Torino Tilskuere: 10.837 Dommer: Vladislav Bezborodov (Rusland) |

| 30. september 2010 21.05 |

| Lech |  | Red Bull Salzburg |
| ---- |  | ----------------- |
|      |  |                   |

| Stadion Miejski, Poznań |

| 30. september 2010 21.05 |

| Manchester City |  | Juventus |
| --------------- |  | -------- |
|                 |  |          |

| City of Manchester Stadium, Manchester |

| 21. oktober 2010 21.05 |

| Manchester City |  | Lech |
| --------------- |  | ---- |
|                 |  |      |

| City of Manchester Stadium, Manchester |

| 21. oktober 2010 21.05 |

| Red Bull Salzburg |  | Juventus |
| ----------------- |  | -------- |
|                   |  |          |

| Red Bull Arena, Wals-Siezenheim |

| 4. november 2010 19.00 |

| Lech |  | Manchester City |
| ---- |  | --------------- |
|      |  |                 |

| Stadion Miejski, Poznań |

| 4. november 2010 19.00 |

| Juventus |  | Red Bull Salzburg |
| -------- |  | ----------------- |
|          |  |                   |

| Stadio Olimpico di Torino, Torino |

| 1. december 2010 21.05 |

| Manchester City |  | Red Bull Salzburg |
| --------------- |  | ----------------- |
|                 |  |                   |

| City of Manchester Stadium, Manchester |

| 1. december 2010 21.05 |

| Lech |  | Juventus |
| ---- |  | -------- |
|      |  |          |

| Stadion Miejski, Poznań |

| 16. december 2010 19.00 |

| Red Bull Salzburg |  | Manchester City |
| ----------------- |  | --------------- |
|                   |  |                 |

| Red Bull Arena, Wals-Siezenheim |

| 16. december 2010 19.00 |

| Juventus |  | Lech |
| -------- |  | ---- |
|          |  |      |

| Stadio Olimpico di Torino, Torino |

### Gruppe B
| Plac. | Hold            | K | V | U | T | Mål | Mål | Mål | Point |
| ----- | --------------- | - | - | - | - | --- | --- | --- | ----- |
| 1.    | Leverkusen      | 1 | 1 | 0 | 0 | 4   | -   | 0   | 3     |
| 2.    | Aris            | 1 | 1 | 0 | 0 | 1   | -   | 0   | 3     |
| 3.    | Atlético Madrid | 1 | 0 | 0 | 1 | 0   | -   | 1   | 0     |
| 4.    | Rosenborg       | 1 | 0 | 0 | 1 | 0   | -   | 4   | 0     |

| 16. september 2010 19:00 |

| Aris       | 1 – 0  | Atlético Madrid |
| ---------- | ------ | --------------- |
| Javito 59' | Report |                 |

| Kleanthis Vikelidis Stadion, Thessaloniki Tilskuere: 22.800 Dommer: Mark Clattenburg(England) |

| 16. september 2010 19:00 |

| Leverkusen                       | 4 – 0  | Rosenborg |
| -------------------------------- | ------ | --------- |
| Helmes 4' 58' 60' · Reinartz 38' | Report |           |

| BayArena, Leverkusen Tilskuere: 13.065 Dommer: Nicolai Vollquartz (Danmark) |

| 30. september 2010 21:05 |

| Rosenborg |  | Aris |
| --------- |  | ---- |
|           |  |      |

| Lerkendal Stadion, Trondheim |

| 30. september 2010 21:05 |

| Atlético Madrid |  | Leverkusen |
| --------------- |  | ---------- |
|                 |  |            |

| Estadio Vicente Calderón, Madrid |

| 21. oktober 2010 21:05 |

| Atlético Madrid |  | Rosenborg |
| --------------- |  | --------- |
|                 |  |           |

| Estadio Vicente Calderón, Madrid |

| 21. oktober 2010 21:05 |

| Aris |  | Leverkusen |
| ---- |  | ---------- |
|      |  |            |

| Kleanthis Vikelidis Stadion, Thessaloniki |

| 4. november 2010 19:00 |

| Rosenborg |  | Atlético Madrid |
| --------- |  | --------------- |
|           |  |                 |

| Lerkendal Stadion, Trondheim |

| 4. november 2010 19:00 |

| Leverkusen |  | Aris |
| ---------- |  | ---- |
|            |  |      |

| BayArena, Leverkusen |

| 1. december 2010 21:05 |

| Atlético Madrid |  | Aris |
| --------------- |  | ---- |
|                 |  |      |

| Estadio Vicente Calderón, Madrid |

| 1. december 2010 21:05 |

| Rosenborg |  | Leverkusen |
| --------- |  | ---------- |
|           |  |            |

| Lerkendal Stadion, Trondheim |

| 16. december 2010 19:00 |

| Aris |  | Rosenborg |
| ---- |  | --------- |
|      |  |           |

| Kleanthis Vikelidis Stadion, Thessaloniki |

| 16. december 2010 19:00 |

| Leverkusen |  | Atlético Madrid |
| ---------- |  | --------------- |
|            |  |                 |

| BayArena, Leverkusen |

### Gruppe C
| Plac. | Hold        | K | V | U | T | Mål | Mål | Mål | Point |
| ----- | ----------- | - | - | - | - | --- | --- | --- | ----- |
| 1.    | Levski      | 1 | 1 | 0 | 0 | 3   | -   | 2   | 3     |
| 2.    | Sporting CP | 1 | 1 | 0 | 0 | 2   | -   | 1   | 3     |
| 3.    | Gent        | 1 | 0 | 0 | 1 | 2   | -   | 3   | 0     |
| 4.    | Lille       | 1 | 0 | 0 | 1 | 1   | -   | 2   | 0     |

| 16. september 2010 19:00 |

| Lille         | 1 – 2  | Sporting CP                  |
| ------------- | ------ | ---------------------------- |
| P.A. Frau 57' | Report | Vukčević 11' · Postiga 34' · |

| Stadium Nord Lille Métropole, Villeneuve-d'Ascq Tilskuere: 25.000 Dommer: Martin Atkinson(England) |

| 16. september 2010 19:00 |

| Levski                                   | 3 – 2  | Gent                       |
| ---------------------------------------- | ------ | -------------------------- |
| Joãozinho 42' · Dembélé 60' · Greene 84' | Report | Azofeifa 23' · Šuler 48' · |

| Georgi Asparuhov Stadion, Sofia Tilskuere: 29.000 Dommer: Zsolt Szabó (Ungarn) |

| 30. september 2010 21:05 |

| Gent |  | Lille |
| ---- |  | ----- |
|      |  |       |

| Jules Ottenstadion, Ghent Dommer: Alexandru Dan Tudor (Rumænien) |

| 30. september 2010 21:05 |

| Sporting CP |  | Levski |
| ----------- |  | ------ |
|             |  |        |

| Estádio José Alvalade, Lissabon Dommer: Sascha Kever (Schweiz) |

| 21. oktober 2010 21:05 |

| Sporting CP |  | Gent |
| ----------- |  | ---- |
|             |  |      |

| Estádio José Alvalade, Lissabon |

| 21. oktober 2010 21:05 |

| Lille |  | Levski |
| ----- |  | ------ |
|       |  |        |

| Stadium Nord Lille Métropole, Villeneuve-d'Ascq |

| 4. november 2010 19:00 |

| Gent |  | Sporting CP |
| ---- |  | ----------- |
|      |  |             |

| Jules Ottenstadion, Ghent |

| 4. november 2010 19:00 |

| Levski |  | Lille |
| ------ |  | ----- |
|        |  |       |

| Georgi Asparuhov Stadion, Sofia |

| 1. december 2010 21:05 |

| Sporting CP |  | Lille |
| ----------- |  | ----- |
|             |  |       |

| Estádio José Alvalade, Lissabon |

| 1. december 2010 21:05 |

| Gent |  | Levski |
| ---- |  | ------ |
|      |  |        |

| Jules Ottenstadion, Ghent |

| 16. december 2010 19:00 |

| Lille |  | Gent |
| ----- |  | ---- |
|       |  |      |

| Stadium Nord Lille Métropole, Villeneuve-d'Ascq |

| 16. december 2010 19:00 |

| Levski |  | Sporting CP |
| ------ |  | ----------- |
|        |  |             |

| Georgi Asparuhov Stadion, Sofia |

### Gruppe D
| Plac. | Hold          | K | V | U | T | Mål | Mål | Mål | Point |
| ----- | ------------- | - | - | - | - | --- | --- | --- | ----- |
| 1.    | Dinamo Zagreb | 1 | 1 | 0 | 0 | 2   | -   | 0   | 3     |
| 2.    | Club Brügge   | 1 | 0 | 1 | 0 | 1   | -   | 1   | 1     |
| 3.    | PAOK          | 1 | 0 | 1 | 0 | 1   | -   | 1   | 1     |
| 4.    | Villarreal    | 1 | 0 | 0 | 1 | 0   | -   | 2   | 0     |

| 16. september 2010 19:00 |

| Dinamo Zagreb             | 2 – 0  | Villarreal |
| ------------------------- | ------ | ---------- |
| Rukavina 18' · Sammir 80' | Report |            |

| Stadion Maksimir, Zagreb Tilskuere: 22.000 Dommer: Pavel Kralovec (Tjekkiet) |

| 16. september 2010 19:00 |

| Club Brügge  | 1 – 1  | PAOK          |
| ------------ | ------ | ------------- |
| Kouemaha 61' | Report | Malezas 78' · |

| Jan Breydal Stadion, Brügge Tilskuere: 15.155 Dommer: Stefan Johannesson (Sverige) |

| ? |

|  | 2 |  |
|  | - |  |
|  |   |  |

|  |

| ? |

|  | 2 |  |
|  | - |  |
|  |   |  |

|  |

| ? |

|  | 3 |  |
|  | - |  |
|  |   |  |

|  |

| ? |

|  | 3 |  |
|  | - |  |
|  |   |  |

|  |

| ? |

|  | 4 |  |
|  | - |  |
|  |   |  |

|  |

| ? |

|  | 4 |  |
|  | - |  |
|  |   |  |

|  |

| ? |

|  | 5 |  |
|  | - |  |
|  |   |  |

|  |

| ? |

|  | 5 |  |
|  | - |  |
|  |   |  |

|  |

| ? |

|  | 6 |  |
|  | - |  |
|  |   |  |

|  |

| ? |

|  | 6 |  |
|  | - |  |
|  |   |  |

|  |

### Gruppe E
| Plac. | Hold        | K | V | U | T | Mål | Mål | Mål | Point |
| ----- | ----------- | - | - | - | - | --- | --- | --- | ----- |
| 1.    | AZ          | 1 | 1 | 0 | 0 | 2   | -   | 1   | 3     |
| 2.    | Dynamo Kyiv | 1 | 0 | 1 | 0 | 2   | -   | 2   | 1     |
| 3.    | BATE        | 1 | 0 | 1 | 0 | 2   | -   | 2   | 1     |
| 4.    | FC Sheriff  | 1 | 0 | 0 | 1 | 1   | -   | 2   | 0     |

| 16. september 2010 19:00 |

| AZ                            | 2 – 1  | Sheriff Tiraspol       |
| ----------------------------- | ------ | ---------------------- |
| Guðmundsson 14' · Jaliens 83' | Report | Moreno 68' (selvmål) · |

| AFAS Stadion, Alkmaar Tilskuere: 10.624 Dommer: Tony Asumaa (Finland) |

| 16. september 2010 19:00 |

| Dinamo Kyiv                  | 2 – 2  | BATE                            |
| ---------------------------- | ------ | ------------------------------- |
| Milevskiy 34' · Eremenko 44' | Report | Rodionov 3' · Nyakhaychyk 54' · |

| Lobanovsky Dynamo Stadion, Kyiv Tilskuere: 11.000 Dommer: Markus Strömbergsson (Sverige) |

| ? |

|  | 2 |  |
|  | - |  |
|  |   |  |

|  |

| ? |

|  | 2 |  |
|  | - |  |
|  |   |  |

|  |

| ? |

|  | 3 |  |
|  | - |  |
|  |   |  |

|  |

| ? |

|  | 3 |  |
|  | - |  |
|  |   |  |

|  |

| ? |

|  | 4 |  |
|  | - |  |
|  |   |  |

|  |

| ? |

|  | 4 |  |
|  | - |  |
|  |   |  |

|  |

| ? |

|  | 5 |  |
|  | - |  |
|  |   |  |

|  |

| ? |

|  | 5 |  |
|  | - |  |
|  |   |  |

|  |

| ? |

|  | 6 |  |
|  | - |  |
|  |   |  |

|  |

| ? |

|  | 6 |  |
|  | - |  |
|  |   |  |

|  |

### Gruppe F
| Plac. | Hold        | K | V | U | T | Mål | Mål | Mål | Point |
| ----- | ----------- | - | - | - | - | --- | --- | --- | ----- |
| 1.    | CSKA Moskva | 1 | 1 | 0 | 0 | 3   | -   | 0   | 3     |
| 2.    | Sparta Prag | 1 | 1 | 0 | 0 | 3   | -   | 2   | 3     |
| 3.    | Palermo     | 1 | 0 | 0 | 1 | 2   | -   | 3   | 0     |
| 4.    | Lausanne    | 1 | 0 | 0 | 1 | 0   | -   | 3   | 0     |

| 16. september 2010 19:00 |

| Sparta Prag                                | 3 – 2  | Palermo                         |
| ------------------------------------------ | ------ | ------------------------------- |
| Wilfried 17' · Kladrubský 68' · Kadlec 75' | Report | Maccarone 38' · Hernández 83' · |

| Generali Arena, Prag Tilskuere: 13.765 Dommer: Anastassios Kakos (Grækenland) |

| 16. september 2010 19:00 |

| Lausanne | 0 – 3  | CSKA Moskva                                    |
| -------- | ------ | ---------------------------------------------- |
|          | Report | Vágner Love 22' 80' (str.) · Ignashevich 68' · |

| Stade Olympique de la Pontaise, Lausanne Tilskuere: 11.500 Dommer: Simon Lee Evans (Wales) |

| ? |

|  | 2 |  |
|  | - |  |
|  |   |  |

|  |

| ? |

|  | 2 |  |
|  | - |  |
|  |   |  |

|  |

| ? |

|  | 3 |  |
|  | - |  |
|  |   |  |

|  |

| ? |

|  | 3 |  |
|  | - |  |
|  |   |  |

|  |

| ? |

|  | 4 |  |
|  | - |  |
|  |   |  |

|  |

| ? |

|  | 4 |  |
|  | - |  |
|  |   |  |

|  |

| ? |

|  | 5 |  |
|  | - |  |
|  |   |  |

|  |

| ? |

|  | 5 |  |
|  | - |  |
|  |   |  |

|  |

| ? |

|  | 6 |  |
|  | - |  |
|  |   |  |

|  |

| ? |

|  | 6 |  |
|  | - |  |
|  |   |  |

|  |

### Gruppe G
| Plac. | Hold         | K | V | U | T | Mål | Mål | Mål | Point |
| ----- | ------------ | - | - | - | - | --- | --- | --- | ----- |
| 1.    | AEK          | 1 | 1 | 0 | 0 | 3   | -   | 1   | 3     |
| 1.    | Zenit        | 1 | 1 | 0 | 0 | 3   | -   | 1   | 3     |
| 3.    | Anderlecht   | 1 | 0 | 0 | 1 | 1   | -   | 3   | 0     |
| 3.    | Hajduk Split | 1 | 0 | 0 | 1 | 1   | -   | 3   | 0     |

| 16. september 2010 21:05 |

| Anderlecht | 1 – 3  | Zenit                  |
| ---------- | ------ | ---------------------- |
| Juhász 66' | Report | Kerzhakov 8' 33' 44' · |

| Constant Vanden Stock Stadion, Bruxelles Tilskuere: 30.000 Dommer: Manuel Gräfe (Tyskland) |

| 16. september 2010 21:05 |

| AEK                                          | 3 – 1  | Hajduk Split         |
| -------------------------------------------- | ------ | -------------------- |
| Djebbour 12' · Liberopoulos 65' · Scocco 89' | Report | Ibričić 29' (str.) · |

| Olympiske Stadion, Athen Tilskuere: 20.000 Dommer: Bas Nijhuis (Holland) |

| ? |

|  | 2 |  |
|  | - |  |
|  |   |  |

|  |

| ? |

|  | 2 |  |
|  | - |  |
|  |   |  |

|  |

| ? |

|  | 3 |  |
|  | - |  |
|  |   |  |

|  |

| ? |

|  | 3 |  |
|  | - |  |
|  |   |  |

|  |

| ? |

|  | 4 |  |
|  | - |  |
|  |   |  |

|  |

| ? |

|  | 4 |  |
|  | - |  |
|  |   |  |

|  |

| ? |

|  | 5 |  |
|  | - |  |
|  |   |  |

|  |

| ? |

|  | 5 |  |
|  | - |  |
|  |   |  |

|  |

| ? |

|  | 6 |  |
|  | - |  |
|  |   |  |

|  |

| ? |

|  | 6 |  |
|  | - |  |
|  |   |  |

|  |

### Gruppe H
| Plac. | Hold       | K | V | U | T | Mål | Mål | Mål | Point |
| ----- | ---------- | - | - | - | - | --- | --- | --- | ----- |
| 1.    | Stuttgart  | 1 | 1 | 0 | 0 | 3   | -   | 0   | 3     |
| 2.    | Getafe     | 1 | 1 | 0 | 0 | 2   | -   | 1   | 3     |
| 3.    | OB         | 1 | 0 | 0 | 1 | 1   | -   | 2   | 0     |
| 4.    | Young Boys | 1 | 0 | 0 | 1 | 0   | -   | 3   | 0     |

| 16. september 2010 21.05 |

| Stuttgart                                    | 1 – 0  | Young Boys |
| -------------------------------------------- | ------ | ---------- |
| Cacau 23' (str.) · Gentner 59' · Tasci 90+1' | Report |            |

| Mercedes-Benz Arena, Stuttgart Tilskuere: 19.000 Dommer: Luca Banti (Italien) |

| 16. september 2010 21.05 |

| Getafe                         | 2 – 1  | OB              |
| ------------------------------ | ------ | --------------- |
| Arizmendi 51' · Pedro Ríos 81' | Report | Andreasen 44' · |

| Coliseum Alfonso Pérez, Getafe Tilskuere: 4.000 Dommer: Mark Courtney (Nordirland) |

| 30. september 2010 19:00 |

| OB |  | Stuttgart |
| -- |  | --------- |
|    |  |           |

| TRE-FOR Park, Odense |

| 30. september 2010 19:00 |

| Young Boys |  | Getafe |
| ---------- |  | ------ |
|            |  |        |

| Stade de Suisse, Bern |

| 21. oktober 2010 19:00 |

| Young Boys |  | OB |
| ---------- |  | -- |
|            |  |    |

| Stade de Suisse, Bern |

| 21. oktober 2010 19:00 |

| Stuttgart |  | Getafe |
| --------- |  | ------ |
|           |  |        |

| Mercedes-Benz Arena, Stuttgart |

| 4. november 2010 21:05 |

| OB |  | Young Boys |
| -- |  | ---------- |
|    |  |            |

| TRE-FOR Park, Odense |

| 4. november 2010 21:05 |

| Getafe |  | Stuttgart |
| ------ |  | --------- |
|        |  |           |

| Coliseum Alfonso Pérez, Getafe |

| 1. december 2010 19:00 |

| Young Boys |  | Stuttgart |
| ---------- |  | --------- |
|            |  |           |

| Stade de Suisse, Bern |

| 1. december 2010 19:00 |

| OB |  | Getafe |
| -- |  | ------ |
|    |  |        |

| TRE-FOR Park, Odense |

| 16. december 2010 21:05 |

| Stuttgart |  | OB |
| --------- |  | -- |
|           |  |    |

| Mercedes-Benz Arena, Stuttgart |

| 16. december 2010 21:05 |

| Getafe |  | Young Boys |
| ------ |  | ---------- |
|        |  |            |

| Coliseum Alfonso Pérez, Getafe |

### Gruppe I
| Plac. | Hold      | K | V | U | T | Mål | Mål | Mål | Point |
| ----- | --------- | - | - | - | - | --- | --- | --- | ----- |
| 1.    | Kharkiv   | 1 | 1 | 0 | 0 | 5   | -   | 0   | 3     |
| 2.    | PSV       | 1 | 0 | 1 | 0 | 1   | -   | 1   | 1     |
| 3.    | Sampdoria | 1 | 0 | 1 | 0 | 1   | -   | 1   | 1     |
| 4.    | Debreceni | 1 | 0 | 0 | 1 | 0   | -   | 5   | 0     |

| 16. september 2010 21:05 |

| Debrecen | 0 – 5  | Kharkiv                                                             |
| -------- | ------ | ------------------------------------------------------------------- |
|          | Report | Edmar Skabelon:Måll 74' · Xavier 34' · Fininho 77' · Valyayev 89' · |

| Stadium Puskás Ferenc, Budapest2 Tilskuere: 5.000 Dommer: Aleksandar Stavrev (Makedonien) |

| 16. september 2010 21:05 |

| PSV           | 1 – 1  | Sampdoria        |
| ------------- | ------ | ---------------- |
| Dzsudzsák 90' | Report | Cacciatore 25' · |

| Philips Stadion, Eindhoven Tilskuere: 17.400 Dommer: Knut Kircher (Tyskland) |

| ? |

|  | 2 |  |
|  | - |  |
|  |   |  |

|  |

| ? |

|  | 2 |  |
|  | - |  |
|  |   |  |

|  |

| ? |

|  | 3 |  |
|  | - |  |
|  |   |  |

|  |

| ? |

|  | 3 |  |
|  | - |  |
|  |   |  |

|  |

| ? |

|  | 4 |  |
|  | - |  |
|  |   |  |

|  |

| ? |

|  | 4 |  |
|  | - |  |
|  |   |  |

|  |

| ? |

|  | 5 |  |
|  | - |  |
|  |   |  |

|  |

| ? |

|  | 5 |  |
|  | - |  |
|  |   |  |

|  |

| ? |

|  | 6 |  |
|  | - |  |
|  |   |  |

|  |

| ? |

|  | 6 |  |
|  | - |  |
|  |   |  |

|  |

- Note 2: Debrecen vil spille deres puljekampe i Budapest på Stadium Puskás Ferenc, da Debrecens Stadion Oláh Gábor Út ikke opfylder UEFA's kriterier.

### Gruppe J
| Plac. | Hold     | K | V | U | T | Mål | Mål | Mål | Point |
| ----- | -------- | - | - | - | - | --- | --- | --- | ----- |
| 1.    | Dortmund | 1 | 1 | 0 | 0 | 4   | -   | 3   | 3     |
| 2.    | Paris SG | 1 | 1 | 0 | 0 | 1   | -   | 0   | 3     |
| 3.    | Karpaty  | 1 | 0 | 0 | 1 | 3   | -   | 4   | 0     |
| 4.    | Sevilla  | 1 | 0 | 0 | 1 | 0   | -   | 1   | 0     |

| 16. september 2010 21:05 |

| Karpaty Lviv                                 | 3 – 4  | Borussia Dortmund                                  |
| -------------------------------------------- | ------ | -------------------------------------------------- |
| Holodyuk 44' · Kopolovets 52' · Kozhanov 78' | Report | Şahin 12' (str.) · Götze 27' 90+2' · Barrios 87' · |

| Ukraina Stadium, Lviv Tilskuere: 25.000 Dommer: Claudio Circhetta (Schweiz) |

| 16. september 2010 21:05 |

| Sevilla | 0 – 1  | Paris SG   |
| ------- | ------ | ---------- |
|         | Report | Nenê 76' · |

| Estadio Ramón Sánchez Pizjuán, Sevilla Tilskuere: 29.000 Dommer: Robert Schörgenhofer (Østrig) |

| ? |

|  | 2 |  |
|  | - |  |
|  |   |  |

|  |

| ? |

|  | 2 |  |
|  | - |  |
|  |   |  |

|  |

| ? |

|  | 3 |  |
|  | - |  |
|  |   |  |

|  |

| ? |

|  | 3 |  |
|  | - |  |
|  |   |  |

|  |

| ? |

|  | 4 |  |
|  | - |  |
|  |   |  |

|  |

| ? |

|  | 4 |  |
|  | - |  |
|  |   |  |

|  |

| ? |

|  | 5 |  |
|  | - |  |
|  |   |  |

|  |

| ? |

|  | 5 |  |
|  | - |  |
|  |   |  |

|  |

| ? |

|  | 6 |  |
|  | - |  |
|  |   |  |

|  |

| ? |

|  | 6 |  |
|  | - |  |
|  |   |  |

|  |

### Gruppe K
| Plac. | Hold      | K | V | U | T | Mål | Mål | Mål | Point |
| ----- | --------- | - | - | - | - | --- | --- | --- | ----- |
| 1.    | Liverpool | 6 | 2 | 4 | 0 | 8   | -   | 3   | 10    |
| 2.    | Napoli    | 6 | 1 | 4 | 1 | 8   | -   | 9   | 7     |
| 3.    | Utrecht   | 6 | 0 | 5 | 1 | 5   | -   | 7   | 5     |
| 4.    | Steaua    | 6 | 1 | 3 | 2 | 9   | -   | 11  | 6     |

| 16. september 2010 21:05 |

| Napoli | 0 – 0  | Utrecht |
| ------ | ------ | ------- |
|        | Report |         |

| Stadio San Paolo, Napoli Tilskuere: 35.000 Dommer: Istvan Vad (Ungarn) |

| 16. september 2010 21:05 |

| Liverpool                                    | 4 – 1  | Steaua Bucureşti |
| -------------------------------------------- | ------ | ---------------- |
| Cole 1' · N'Gog 56' (str.) 90+1' · Lucas 81' | Report | Tănase 13' ·     |

| Anfield, Liverpool Tilskuere: 25.605 Dommer: César Muñiz Fernández (Spanien) |

| 30. september 2010 19:00 |

| Steaua Bucureşti                    | 3 – 3 | Napoli                               |
| ----------------------------------- | ----- | ------------------------------------ |
| Cribari 2' Tanase 11' Kapetanos 16' |       | Vitale 43' Hamsik 73' Cavani 90+8' · |

| Stadionul Tilskuere: 10.203 Dommer: Marcin Borski |

| 30. september 2010 19:00 |

| FC Utrecht | 0 - 0 | FC Liverpool |
| ---------- | ----- | ------------ |
|            |       |              |

| Stadion Galgenward Tilskuere: 23.662 Dommer: Duarte Gomes |

| ? |

|  | 3 |  |
|  | - |  |
|  |   |  |

|  |

| ? |

|  | 3 |  |
|  | - |  |
|  |   |  |

|  |

| ? |

|  | 4 |  |
|  | - |  |
|  |   |  |

|  |

| ? |

|  | 4 |  |
|  | - |  |
|  |   |  |

|  |

| ? |

|  | 5 |  |
|  | - |  |
|  |   |  |

|  |

| ? |

|  | 5 |  |
|  | - |  |
|  |   |  |

|  |

| ? |

|  | 6 |  |
|  | - |  |
|  |   |  |

|  |

| ? |

|  | 6 |  |
|  | - |  |
|  |   |  |

|  |

### Gruppe L
| Plac. | Hold       | K | V | U | T | Mål | Mål | Mål | Point |
| ----- | ---------- | - | - | - | - | --- | --- | --- | ----- |
| 1.    | Porto      | 1 | 1 | 0 | 0 | 3   | -   | 0   | 3     |
| 2.    | Beşiktaş   | 1 | 1 | 0 | 0 | 1   | -   | 0   | 3     |
| 3.    | CSKA Sofia | 1 | 0 | 0 | 1 | 0   | -   | 1   | 0     |
| 4.    | Rapid Wien | 1 | 0 | 0 | 1 | 0   | -   | 3   | 0     |

| 16. september 2010 21:05 |

| Beşiktaş  | 1 – 0  | CSKA Sofia |
| --------- | ------ | ---------- |
| Ernst 90' | Report |            |

| BJK İnönü Stadium, Istanbul Tilskuere: 28.000 Dommer: Laurent Duhamel (Frankrig) |

| 16. september 2010 21:05 |

| Porto                                 | 3 – 0  | Rapid Wien |
| ------------------------------------- | ------ | ---------- |
| Rolando 26' · Falcao 65' · Micael 77' | Report |            |

| Estádio do Dragão, Porto Tilskuere: 30.014 Dommer: Douglas McDonald (Scotland) |

| ? |

|  | 2 |  |
|  | - |  |
|  |   |  |

|  |

| ? |

|  | 2 |  |
|  | - |  |
|  |   |  |

|  |

| ? |

|  | 3 |  |
|  | - |  |
|  |   |  |

|  |

| ? |

|  | 3 |  |
|  | - |  |
|  |   |  |

|  |

| ? |

|  | 4 |  |
|  | - |  |
|  |   |  |

|  |

| ? |

|  | 4 |  |
|  | - |  |
|  |   |  |

|  |

| ? |

|  | 5 |  |
|  | - |  |
|  |   |  |

|  |

| ? |

|  | 5 |  |
|  | - |  |
|  |   |  |

|  |

| ? |

|  | 6 |  |
|  | - |  |
|  |   |  |

|  |

| ? |

|  | 6 |  |
|  | - |  |
|  |   |  |

|  |